# Agrippa Hull

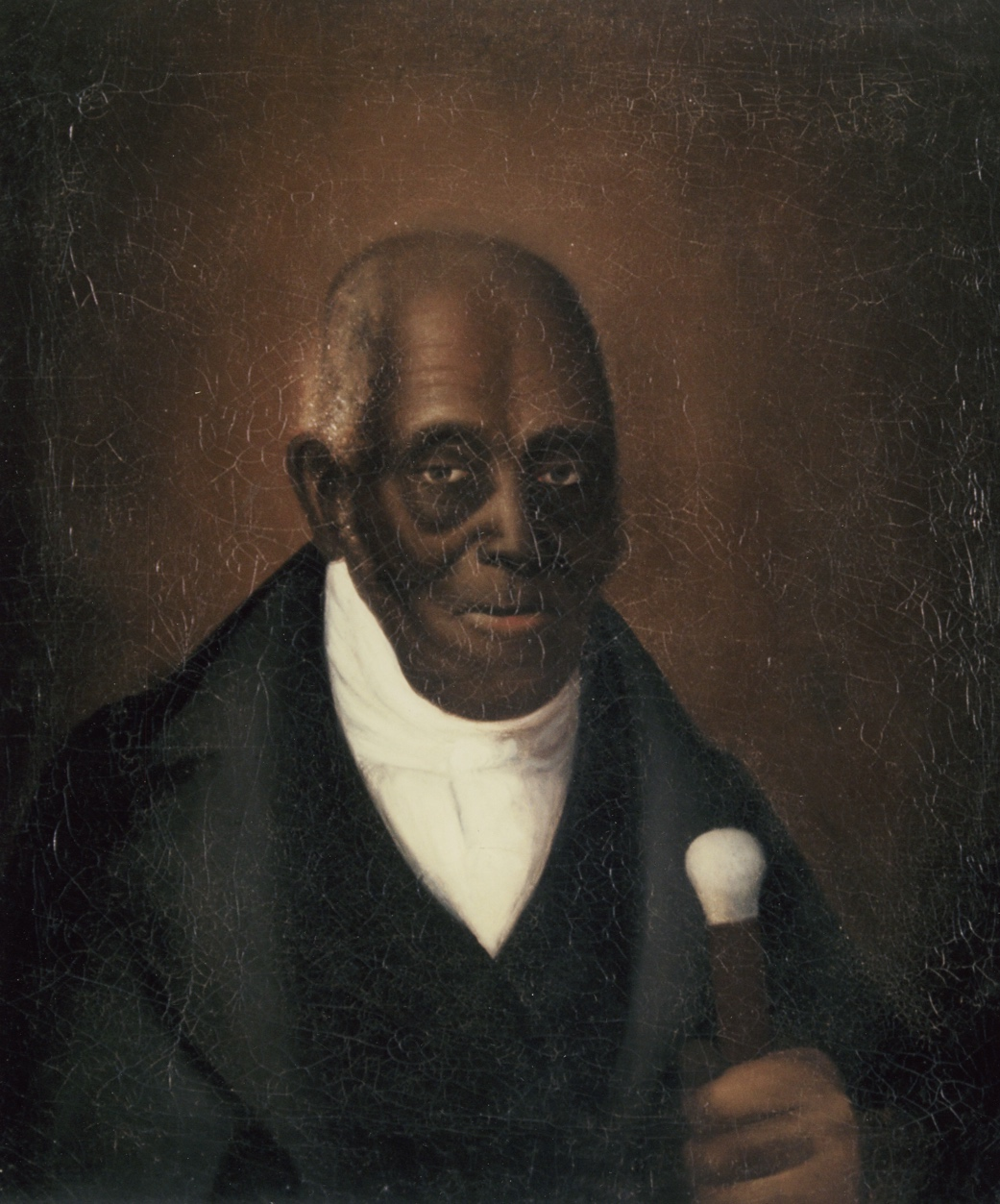
Agrippa Hull

Agrippa Hull (1759–1848) – Afroamerykanin z zachodniego Massachusetts, patriota, uczestnik wojny o niepodległość Stanów Zjednoczonych. Podczas amerykańskiej rewolucji służył jako ordynans Tadeusza Kościuszki.